# Ed Temple
Edward Stanley Temple (20. září 1927, Harrisburg, Pensylvánie, USA – 22. září 2016, Nashville, Tennessee) byl americký lehkoatletický trenér.
V mládí vynikal v americkém fotbalu i v běhu na krátkých tratích, měl osobní rekord 9,7 s na 100 yardů. Byl přijat ke studiu sociologie na Tennessee State University v Nashville, kde v roce 1950 založil atletické družstvo a v roce 1953 získal magisterský titul. Vytvořil zde tým černošských sprinterek zvaných „Tigerbelles“, které tvořily základ americké atletické reprezentace. Jeho svěřenkyně, k nimž patřily např. Mae Faggsová, Barbara Jonesová, Wilma Rudolphová, Edith McGuireová, Wyomia Tyusová a Chandra Cheeseboroughová, získaly třináct zlatých olympijských medailí. V roce 1958 vedl tým atletů v USA v utkání se Sovětským svazem v Moskvě a v letech 1960 a 1964 byl hlavním trenérem na olympiádě. Trenérskou činnost ukončil v roce 1994. Vydal autobiografickou knihu Only the Pure in Heart Survive.
Byl prvním komu udělila organizace USA Track & Field titul trenérské legendy. Byl také uveden do United States Olympic & Paralympic Hall of Fame v Colorado Springs a před stadionem First Horizon Park v Nashvillu byla odhalena jeho socha.